# Plattsburgh
Plattsburgh è una città degli Stati Uniti d'America situata nello Stato di New York e in particolare nella contea di Clinton, della quale è il capoluogo.